# 제물
제물(祭物) 또는 공물(供物)은 제사에 쓰는 음식이나 물건을 말한다.

## 세폐
세폐(歲幣)는 일반적으로 윗사람에게 바치는 물건을 말하지만, 특히 송이 요(遼)에 바친 공물을 말한다. 거란족인 요는 중국이 혼란에 빠져 있던 5대10국시대(五代十國時代)에 침입, 연운 16주(燕雲十六州)를 획득했는데 송이 통일한 후에도 우위(優位)의 입장에서 송과 화해를 맺고, 송으로부터 매년 세폐로 은 10만 냥, 비단 20만 필을 획득하게끔 되었다.

## 전물
전물(奠物)은 신불(神佛)에게 드리는 물건으로서 조상(祖上)·선수(膳羞)·대감(大監)·상문(喪門)·걸립(乞立)·선왕(仙王)·영산(靈山) 등의 상(床)이 있고 각 상에 제각기 전공(奠供)이 올라간다. 예컨대 조상상에는 조상석포(祖上席布), 선수상에는 술과 소의 갈비, 대감상에 절편·탁주·소머리나 소다리가 바쳐진다. 불사상에는 불교식에 따라 흰 떡·과일·유과 등이 오르고 고기가 못 오르면 떡 위에 흰 연꽃이 꽂혀진다. 상산상의 떡 위에는 수팔련(壽八蓮)이 꽂힌다. 흰 광목 한 필이 불사석명(佛事席命)에 쓰이고 또 두 필은 최영장군과 병상거리에 쓰인다.이 상은 세 단으로 진설되는데 첫단을 '신길'이라고 한다. 신령들의 길(神路)이란 뜻이다. 혹은 '지노귀(指路鬼)'라고도 하는데 승재(僧齋)에서 보살의 길을 인도하는 것이나 극락세계의 길을 트는 것과 같은 뜻을 갖고 있다. 무당에서는 시왕(十王)의 길 또는 '진 넉위'라고도 하는데 망령위(亡靈位)라는 뜻으로 해석되기도 한다. 무당의 굿상의 둘째 단을 '새넘'이라고 한다. 이것은 산음(散陰)의 와전인데 불가(佛家)에서 사람이 죽은 초기에는 그 영이 중음신(中陰身)이 되어 공중에서 헤매며 갈 곳으로 가지 못한다 하여 77재를 올려 중음신을 소산(疏散)시켜서 유명신(幽冥身)이 되도록 한다.  이것은 왕생의 길을 얻으라는 뜻이다. 이와 같이 무격에서도 '진넉위 새넘'을 행한다. 즉 망령을 위해서 천도신사(薦度神祀)하는 것이다. 무격의 셋째단은 '선왕저'라고 한다. 불가(佛家)에서 말하는 현왕재(現王齋)와 같은 것이다. 제물을 바쳐서 망령을 공양하는 것과 경을 송하여 공양하는 두 법이 있다.
| 무구의 종류와 명칭 |                                                                                    |
| 종 류              | 명 칭                                                                              |
| 제 단 용 구        | 제상·신위·신병(神병)·신기(神旗)·대·소나무·짚·흙·메줄·제기(祭器)·소지(燒紙)·소금 등 |
| 주 구              | 복숭아가지·삼지창·장검·식도장검·거울·부적·대잡이·귀신단지·짚인형·콩 등             |
| 점 구              | 쌀·돈·종이·솔잎·대추· 물·신칼·산통(算筒) 거북 등                                   |
| 악 구              | 제금·해금·피리·장고 등                                                             |

### 무구
무구(巫具)는 옛 기록에 의하면 매우 깊은 뜻을 가졌음을 알 수 있는데 오늘날 평복 차림에 징(錚) 하나만을 들고 굿을 할 수 있을 정도로 그 의의를 잃었다고 할 것이다. 그러나 무구가 가진 의미는 결코 가볍지 않다.

### 거울
신라의 만명신사(萬明神祀)에 구리로 된 원경(圓鏡)이 걸려 있었는데 명도(明圖, 또는 明道)라 불렀다. 이 둥근 거울은 여자귀신을 쫓는 위력이 있었다.
백제의 헌원경(軒轅鏡)은 귀신(魔)을 쫓고 지혜를 밝혀 주는 데 쓰였다. 조선시대의 국무(國巫)는 방에 거울을 걸어 놓았는데 그 거울 속에 들어 있는 신이 사람들에게는 보이지 않았다. 오늘날 어떤 신방(神房)에서는 만명(萬明：神의 이름)이 둥근 거울을 손에 들고 사방에 비추면서 앉아 있는 그림을 신탁 뒤의 벽에 걸어 놓는다. 이 거울은 태아의 이목구비를 올바르게 조정하는 역할을 한다고 믿어지고 있다.

### 방울
방울은 굿에서 뺄 수 없는 주요 무구의 하나이다. 상고시대의 별읍(別邑)에는 큰 나무가 서있고 거기에 방울과 북(鈴鼓)을 걸어 놓고 귀신을 모셨다.
그런데 오늘날 무격의 굿에서는 그 무격이 손에 금방울을 들고 있는데 그 방울은 일곱 개가 한 군데 묶여 있고 노래(神歌)를 송하면서 때때로 방울을 흔든다. 그 방울소리는 혼전·넋전·신전들의 말이며 귀신들을 쫓거나 접근시키지 못하는 벽사의 기능을 다하기도 한다.

### 부채
창무(倡巫)가 부채(神扁)를 들고 춤을 추는데 그 부채에는 여러 가지 그림이 있다. 창무는 신가를 송할 때에 그 부채를 폈다 접었다 하는데 그때에
일어나는 바람이 신령들을 불러온다고 한다. 그러나 이 신앙은 모두 무격에 통일된 보편적인 것이 못된다.

### 북과 징
북과 징은 옛적 송경(松京)에서 12월 하순에 기복(祈福)을 송도(頌禱)하는 데 쓰이기도 했다. 오늘날 북 대신 장고가 위의 목적에 쓰이고 있다.
이상의 무구 외에 주구(呪具)·점구(占具)·제단용구(祭壇用具)와 악구(樂具)가 있다. 악구로서는 계금·해금·피리가 있고 주구로서는 삼지창·신칼(神刀)·신장간(神將竿：대잡이)이 보편적으로 쓰이는 무구이다.
제단 용구는 굿 장소를 거룩하게 하는 의미와 신령이 내릴 곳을 마련한다는 뜻이 있고, 신기(神旗)는 신령의 하강을 알리며 신령의 뜻을 가르쳐 주는 역할을 한다.
주구는 그 하나하나가 주력(呪力)과 귀신을 쫓는 힘을 가진 것이다. 제물은 모두 신령을 위한 것이고, 명포(命布)는 신령들이 출입하는 길이다. 악구는 신령을 즐겁게 하고 그의 하강을 돕는 것이다.
이 밖에도 신가 (또는 巫歌)·무경(巫經)·신언(神言)·축원(祝願)·저주 등이 있다. 신가는 조선 초기부터 내불당에서 굿할 때에 불리었다. <시용향악보(時用鄕樂譜)>에 신가가 실려 있고 무경은 여러 종류가 있는데 근자에 <52종 비밀 국민 불경 목차>가 무격 사이에서 쓰이고 있다.

## 같이 보기
- 인신공희
- 번제